# Ацетат олова(IV)
Ацетат олова(IV) — неорганическое соединение,
соль олова и уксусной кислоты
с формулой Sn(CH3COO)4,
белые кристаллы,
гидролизуется в воде.

## Получение
- Обменная реакция иодида олова(IV) и ацетата таллия(I) в уксусном ангидриде:

{\displaystyle {\mathsf {SnI_{4}+CH_{3}COOTl\ {\xrightarrow {80^{o}C}}\ Sn(CH_{3}COO)_{4}+4TlI\downarrow }}}

## Физические свойства
Ацетат олова(IV) образует белые кристаллы.
Гидролизуется в воде,
растворяется в бензоле, ацетоне, тетрахлорметане.

## См.также
- Ацетаты